# Бекши
Бе́кши (латыш. Bekši; ранее также Пу́полы, латыш. Pūpoli) — населённый пункт в Резекненском крае Латвии. Входит в состав Озолайнской волости. Находится у главной автодороги A13. Расстояние до города Резекне составляет около 14 км. По данным на 2018 год, в населённом пункте проживало 349 человек.
Рядом с селом расположен остановочный пункт Пуполы на железнодорожной линии Резекне — Даугавпилс.

## История
С 1945 по 1954 год населённый пункт был центром Бекшского сельсовета. Позднее входил в состав Озолайнского сельсовета Резекненского района. В селе располагалась центральная усадьба совхоза им. А. Матросова.
С 1994 по 2016 год Бекши являлся центром Озолайнской волости.